# オスカル・ウスタリ
オスカル・アルフレド・ウスタリ（Óscar Alfredo Ustari, 1986年7月3日 - ）は、アルゼンチン・ブエノスアイレス出身のサッカー選手。元アルゼンチン代表。インテル・マイアミCF所属。ポジションはゴールキーパー。
CAインデペンディエンテでキャリアをスタートさせ、主にスペインやメキシコのクラブチームでプレーした。2006 FIFAワールドカップのアルゼンチン代表のメンバーであり、2008年の夏季オリンピックでは金メダルを獲得した。

## 経歴
アルゼンチン代表として、当時CAリーベル・プレートに所属していたヘルマン・ルクスを押さえてドイツW杯のメンバーに選出された。2005年に行われたFIFAワールドユース選手権の優勝メンバーでもある。
2007年7月4日にスペインのヘタフェCFに移籍する。正GKとして参加した2008年の北京オリンピックの準々決勝オランダ戦で左膝靭帯を負傷し、全治8ヶ月と診断された。チームは以後も勝ち抜き優勝したが、所属クラブでの選手登録を外れ、背負っていた背番号1はレアル・バリャドリードからレンタル移籍したハコボ・サンスが着けた。2009年4月5日のバレンシアCF戦から背番号25で戦列復帰（なお、この試合でハコボの退場により途中出場を果たした）。ハコボがバリャドリードに戻った2009-10シーズン以降は再び背番号1で登録されたが、度重なる負傷の影響で結局ヘタフェでは5年間でリーグ戦41試合の出場にとどまり、2012年7月に1年残っていた契約を解除した。
帰国後ボカ・ジュニアーズに加入したが2013年に1部復帰を果たしたUDアルメリアに移籍。しかしコパ・デル・レイ3試合の出場にとどまり翌年1月には契約解除、サンダーランドAFCと半年契約を結ぶ。FAカップ2試合を無失点に抑えた。シーズン終了後に再び帰国しニューウェルズ・オールドボーイズと1年半契約を結んだ。

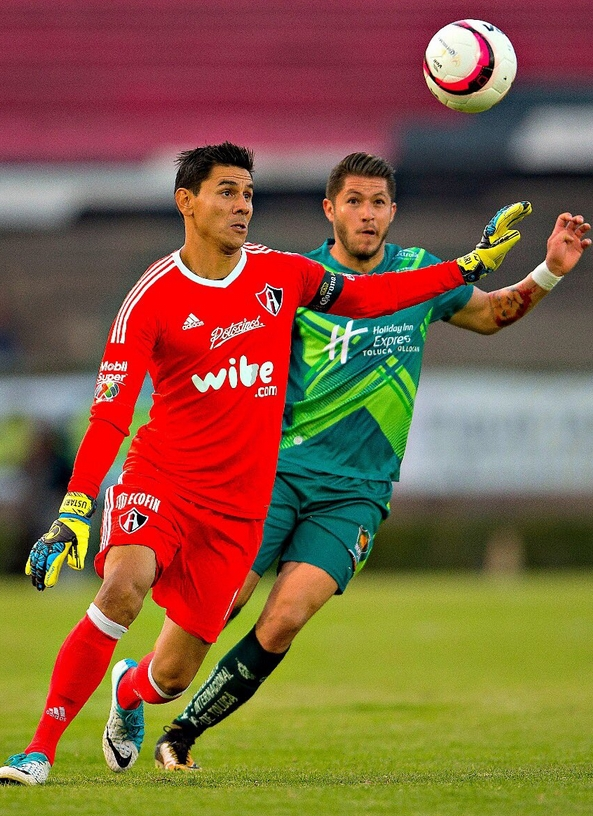
アトラスでプレーするウスタリ（左）

2016年よりリーガMXのアトラスFCに加入することが決定した。
2017年11月2日、UANLティグレス戦でホームで1-1の引き分けに終わった終了間際、ロングボールを蹴って左膝を痛め、数カ月の離脱を余儀なくされた。
2019年7月、ウルグアイのリベルプール・モンテビデオと契約した。
2020年1月17日、パチューカに加入した。
2023年夏にパチューカを退団すると、その後半年間は無所属の状態が続き、2024年2月にチリのアウダックス・イタリアーノに加入した。

## 人物
妻は1986 FIFAワールドカップの優勝メンバーであるリカルド・ジュスティの娘である。

## 代表歴

### 出場大会
- アルゼンチン代表
  - 2006 FIFAワールドカップ

### 試合数
- 国際Aマッチ 2試合 0得点（2007年-2012年）[8]

| アルゼンチン代表 | 国際Aマッチ | 国際Aマッチ |
| 年               | 出場        | 得点        |
| ---------------- | ----------- | ----------- |
| 2007             | 1           | 0           |
| 2008             | 0           | 0           |
| 2009             | 0           | 0           |
| 2010             | 0           | 0           |
| 2011             | 0           | 0           |
| 2012             | 1           | 0           |
| 通算             | 2           | 0           |